# Leucophenga acutipollinosa
Leucophenga acutipollinosa är en tvåvingeart som beskrevs av Toyohi Okada 1987. Leucophenga acutipollinosa ingår i släktet Leucophenga och familjen daggflugor. Inga underarter finns listade i Catalogue of Life.